# Lilly Scherr
Lilly Scherr, née le 4 août 1927 à Cernăuți en Roumanie (aujourd'hui Tchernivtsi en Ukraine) et morte le 30 mars 2000 à Paris 12e, est une historienne française du XXe siècle.

## Biographie
Lilly Scherr a étudié l'histoire contemporaine des juifs et des femmes. 
Agrégée d'histoire et géographie, elle a enseigné à l'INALCO. Elle est également une des fondateurs(trices) du Centre universitaire des études juives.
En février 1979, elle fait partie des 34 signataires de la déclaration rédigée par Léon Poliakov et Pierre Vidal-Naquet pour démonter la rhétorique négationniste de Robert Faurisson.

## Publications
- Juifs de France, questionnements, actes du colloque de Marseille, éd. Bibliothèque Lilly Scherr, Marseille, BJM éd., 2005.
- Lilly Scherr et al., Les Juifs de France et d'Algérie pendant la seconde guerre mondiale, Paris, Publications Langues'O, 1982.
- 1967 et la presse juive en France : pour une nouvelle approche de la guerre des six jours, s.l., s.n., 1990